# Les Muntanyoles (Alt Àneu)
Les Muntanyoles és una serra situada entre els municipis d'Alt Àneu a la comarca del Pallars Sobirà i Sèish al Coserans, amb una elevació màxima de 2.556 metres.